# Qandilita
La qandilita es un mineral óxido del grupo de la espinela, de composición (Mg,Fe2+)2(Ti,Fe3+,Al)O4. H. M. Al-Hermezi describió por primera vez este mineral en 1985, por su presencia en la región de Qala-Dizeh (noreste de Irak).
Su nombre proviene del grupo de rocas metamórficas Qandil, donde se encuentra el lugar de su descubrimiento.

## Propiedades
La qandilita es un mineral opaco de color negro y brillo metálico. Con luz reflejada adquiere una coloración gris clara con un tinte rosáceo.
Es quebradizo y se caracteriza por su elevada dureza, 7 en la escala de Mohs, comparable a la del cuarzo. Tiene una densidad de 4,05 g/cm³.
Es muy soluble en ácido clorhídrico caliente; en menor grado también es soluble, en caliente, en ácido sulfúrico y ácido nítrico.
La qandilita cristaliza en el sistema cúbico, clase hexaoctaédrica (4/m 3 2/m).
De fórmula empírica (Mg0.75Fe0.25)2(Ti0.6Fe0.3Al0.1)O4, su contenido en hierro es cercano al 28%, mientras que los contenidos de magnesio, titanio y aluminio son del 18%, 16% y 3% respectivamente. Como impurezas puede incluir manganeso y cromo.
Es un mineral muy magnético.

## Morfología y formación
La qandilita puede presentarse como cristales octaédricos o con hábito granular.
Se la ha encontrado en un skarn de forsterita —véase más abajo—, en un skarn de periclasa-forsterita y en la zona de contacto de un macizo ultramáfico alcalino. Entre los minerales asociados a ella están, además de forsterita y periclasa, espinela, perovskita, calcita y geikielita.

## Yacimientos
La localidad tipo de este mineral está en el Kurdistán iraquí, en el monte Dupezeh (región de Qala-Dizeh, gobernación de Solimania). Aquí, la qandilita se encuentra en un skarn de forsterita en contacto con una diorita bandeada, compuesta principalmente de andesina y kaersutita con cantidades ubicuas de titanoaugita, magnetita titanífera e ilmenita.
Otro depósito de qandilita está en el escudo Aldán (República de Sajá, Rusia), en una mineralización de elementos del grupo del platino, oro y uranio; otros minerales óxidos presentes son iriginita, kuranakhita, loparita-(Ce), tausonita y yafsoanita.
En Europa se ha localizado este mineral en el complejo Somma-Vesubio y en Cusano Mutri (Italia).